# Niels Buch Breinholt
Niels Buch Breinholt, född 18 maj 1832 och död 25 januari 1917, var en dansk politiker och godsägare.
Breinholt var 1870-1910 medlem av Landstinget som representant för Højre. Av moderat läggning, var Breinholt en ivrig tillskyndare av förlikningen med Folketinget 1894. 1899 lämnade han högern och slöt sig 1902 till De Frikonservative.

## Utmärkelser
- Riddare av Dannebrogorden,  1887[1]
- Dannebrogsmännens hederstecken,  1892[1]

[Redigera Wikidata]